# 羅得西亞側頸龜
羅得西亞側頸龜（學名：Pelusios rhodesianus）是非洲側頸龜屬下的一種龜，只在非洲生活。

## 分佈
羅得西亞側頸龜發現於安哥拉、博茨瓦納、布隆迪、剛果共和國、剛果民主共和國、馬拉維、莫桑比克、盧旺達、南非、坦桑尼亞、烏干達、贊比亞和津巴布韋。